# Elezioni generali in Nicaragua del 2001
Le elezioni generali in Nicaragua del 2001 si tennero il 4 novembre per l'elezione del Presidente e il rinnovo dell'Assemblea nazionale.

## Risultati

### Elezioni presidenziali
| Candidati       | Partiti                                    | Voti      | %     |
| --------------- | ------------------------------------------ | --------- | ----- |
| Enrique Bolaños | Partito Liberale Costituzionalista         | 1 216 863 | 56,28 |
| Daniel Ortega   | Fronte Sandinista di Liberazione Nazionale | 915 417   | 42,34 |
| Alberto Saborío | Partito Conservatore                       | 29 933    | 1,38  |
| Totale          | Totale                                     | 2 162 213 | 100   |

### Elezioni parlamentari
| Liste                                      | Nazionale | Nazionale | Nazionale | Dipartimentale | Dipartimentale | Dipartimentale | Totale seggi |
| Liste                                      | Voti      | %         | Seggi     | Voti           | %              | Seggi          | Totale seggi |
| ------------------------------------------ | --------- | --------- | --------- | -------------- | -------------- | -------------- | ------------ |
| Partito Liberale Costituzionalista         | 1 144 182 | 53,23     | 11        | 1 132 876      | 52,60          | 41             | 52           |
| Fronte Sandinista di Liberazione Nazionale | 905 589   | 42,13     | 9         | 901 254        | 41,84          | 28             | 37           |
| Partito Conservatore                       | 99 673    | 4,64      | -         | 105 130        | 4,88           | 1              | 1            |
| YATAMA                                     | 0         | 0,00      | -         | 11 139         | 0,52           | -              | -            |
| Partito Multietnico per l'Unità Costeña    | 0         | 0,00      | -         | 3 520          | 0,16           | -              | -            |
| Membri designati                           | 0         | 0,00      | -         | 0              | 0,00           | -              | 2            |
| Totale                                     | 2 149 444 | 100       | 20        | 2 153 919      | 100            | 70             | 92           |